# Chemnitzer Fußballclub 1994-1995
Questa voce raccoglie le informazioni riguardanti il Chemnitzer Fußballclub nelle competizioni ufficiali della stagione 1994-1995.

## Stagione
Nella stagione 1994-1995 il Chemnitz, allenato da Reinhard Häfner, concluse il campionato di 2. Bundesliga al 9º posto. In Coppa di Germania il Chemnitz fu eliminato al secondo turno dal Bayern Monaco II.

## Rosa
| N. |                     | Ruolo | Calciatore         |
| -- | ------------------- | ----- | ------------------ |
| 3  | Germania (bandiera) | D     | Thomas Laudeley    |
| 5  | Germania (bandiera) | C     | Sven Köhler        |
|    | Germania (bandiera) | P     | Holger Hiemann     |
|    | Germania (bandiera) | P     | Alexander Kunze    |
|    | Germania (bandiera) | P     | Jens Schmidt       |
|    | Germania (bandiera) | D     | Torsten Bittermann |
|    | Germania (bandiera) | D     | Steffen Dünger     |
|    | Germania (bandiera) | D     | Jörg Illing        |
|    | Germania (bandiera) | D     | Rene Krasselt      |
|    | Croazia (bandiera)  | D     | Andrej Panadić     |
|    | Germania (bandiera) | C     | Gregor Berger      |
|    | Germania (bandiera) | C     | Heiko Gerber       |
|    | Germania (bandiera) | C     | André Krasselt     |
|    | Germania (bandiera) | C     | Ulf Mehlhorn       |

| N. |                     | Ruolo | Calciatore          |
| -- | ------------------- | ----- | ------------------- |
|    | Germania (bandiera) | C     | Silvio Meißner      |
|    | Germania (bandiera) | C     | Mario Neuhäuser     |
|    | Germania (bandiera) | C     | Olaf Renn           |
|    | Croazia (bandiera)  | C     | Kujtim Shala        |
|    | Germania (bandiera) | C     | Sixten Veit         |
|    | Germania (bandiera) | C     | Jens Wahl           |
|    | Germania (bandiera) | C     | Lutz Wienhold       |
|    | Croazia (bandiera)  | A     | Ilija Aračić        |
|    | Germania (bandiera) | A     | Jan Geyer           |
|    | Germania (bandiera) | A     | Frank Seifert       |
|    | Nigeria (bandiera)  | A     | Ojokojo Torunarigha |
|    | Germania (bandiera) | A     | David Wagner        |
|    | Germania (bandiera) | A     | Steven Zweigler     |

## Organigramma societario
Area tecnica
- Allenatore: Reinhard Häfner
- Allenatore in seconda: Christoph Franke
- Preparatore dei portieri:
- Preparatori atletici:

## Calciomercato

### Sessione estiva
| Acquisti | Acquisti       | Acquisti        | Acquisti |
| R.       | Nome           | da              | Modalità |
| -------- | -------------- | --------------- | -------- |
| A        | Ilija Aračić   | Rijeka          |          |
| D        | Andrej Panadić | Dinamo Zagabria |          |

| Cessioni | Cessioni         | Cessioni           | Cessioni |
| R.       | Nome             | a                  | Modalità |
| -------- | ---------------- | ------------------ | -------- |
| A        | Radek Drulák     | Drnovice           |          |
| C        | Jens Haustein    | Erzgebirge Aue     |          |
| C        | Peter Keller     | Zwickau            |          |
| A        | Danilo Kunze     | Erzgebirge Aue     |          |
| D        | Peter Neustädter | Magonza            |          |
| D        | Jurij Vernydub   | Torpedo Zaporižžja |          |

### Sessione invernale
| Acquisti | Acquisti | Acquisti | Acquisti |
| R.       | Nome     | da       | Modalità |
| -------- | -------- | -------- | -------- |

| Cessioni | Cessioni | Cessioni | Cessioni |
| R.       | Nome     | a        | Modalità |
| -------- | -------- | -------- | -------- |

## Risultati

### 2. Bundesliga

#### Girone di andata
| Arbitro: | Jansen |

|                                        |           |  |
| Akonnor 4’ Zernicke 26’ Svinggaard 85’ | Marcatori |  |

| Arbitro: | Rüdiger |

|             |           |          |
| Panadić 33’ | Marcatori | 28’ Götz |

| Arbitro: | Frey |

|                      |           |                   |
| Moser 39’ Preetz 44’ | Marcatori | 17’, 42’ Zweigler |

| Arbitro: | Prengel |

|             |           |              |
| Meißner 52’ | Marcatori | 55’ Harttgen |

| Arbitro: | Leimert |

|                    |           |          |
| Friedmann 21’, 50’ | Marcatori | 58’ Veit |

| Arbitro: | Dehmelt |

|                          |           |  |
| Zweigler 2’ Wienhold 38’ | Marcatori |  |

| Amburgo 30 settembre 1994, ore 20:00 CET 7ª giornata | St. Pauli | 0 – 0 referto | Chemnitz | Millerntor-Stadion (14 168 spett.)\| Arbitro: \| Best \| |
| Arbitro:                                             | Best      |               |          |                                                          |

| Arbitro: | Gettke |

|          |           |            |
| Renn 71’ | Marcatori | 7’ Schäfer |

| Zwickau 15 ottobre 1994, ore 15:00 CET 9ª giornata | Zwickau | 0 – 0 referto | Chemnitz | Westsachsenstadion (8 800 spett.)\| Arbitro: \| Frey \| |
| Arbitro:                                           | Frey    |               |          |                                                         |

| Arbitro: | Kemmling |

|                                       |           |                 |
| Meißner 5’, 35’ Panadić 53’ Shala 90’ | Marcatori | 56’, 66’ Molnar |

| Arbitro: | Friedrichs |

|                                                    |           |              |
| Rus 40’ Homp 58’ Maciel 63’ Schmidt 74’ Goumai 77’ | Marcatori | 10’ Zweigler |

| Arbitro: | Fröhlich |

|              |           |             |
| Mehlhorn 75’ | Marcatori | 11’ Wollitz |

| Arbitro: | Hilmes |

|                                              |           |  |
| Schneider 8’, 48’ März 32’ Beinlich 66’, 87’ | Marcatori |  |

| Arbitro: | Hotop |

|           |           |             |
| Shala 55’ | Marcatori | 3’ Petrenko |

| Arbitro: | Domurat |

|                                              |           |  |
| Sievers 55’ Panadić 68’ (aut.) Rauffmann 90’ | Marcatori |  |

| Arbitro: | Stark |

|                        |           |  |
| Zweigler 3’ Gerber 90’ | Marcatori |  |

| Arbitro: | Dehmelt |

|           |           |                       |
| Moses 38’ | Marcatori | 18’ Wienhold 21’ Veit |

#### Girone di ritorno
| Arbitro: | Wezel |

|  |           |          |
|  | Marcatori | 44’ Beck |

| Arbitro: | Pohlmann |

|           |           |          |
| Moore 79’ | Marcatori | 84’ Veit |

| Arbitro: | Kiefer |

|                                    |           |  |
| Wienhold 6’ Aračić 89’ Seifert 90’ | Marcatori |  |

| Arbitro: | Leimert |

|            |           |                                      |
| Sippel 61’ | Marcatori | 32’ Aračić 53’ Veit 70’, 83’ Meißner |

| Arbitro: | Byernetzky |

|  |           |           |
|  | Marcatori | 14’ Golke |

| Berlino 25 marzo 1995, ore 15:30 CET 23ª giornata | Hertha Berlino | 0 – 0 referto | Chemnitz | Stadio Olimpico (4 200 spett.)\| Arbitro: \| Hauer \| |
| Arbitro:                                          | Hauer          |               |          |                                                       |

| Arbitro: | Friedrichs |

|                               |           |                        |
| Renn 54’ Veit 58’ Meißner 77’ | Marcatori | 80’ Szubert 90’ Gronau |

| Arbitro: | Wiesel |

|                 |           |                                              |
| Demandt 3’, 79’ | Marcatori | 21’, 67’, 88’ Shala 54’ Panadić 70’ Laudeley |

| Arbitro: | Hufgard |

|           |           |            |
| Shala 29’ | Marcatori | 41’ Hermel |

| Arbitro: | Fischer |

|                 |           |            |
| Molnar 41’, 85’ | Marcatori | 44’ Gerber |

| Arbitro: | Fleske |

|                                     |           |  |
| Gerber 14’ Meißner 44’ Wienhold 64’ | Marcatori |  |

| Arbitro: | Fleischer |

|                                   |           |             |
| Ballwanz 14’ Klein 45’ Jensen 82’ | Marcatori | 37’ Meißner |

| Arbitro: | Fandel |

|          |           |           |
| Wahl 61’ | Marcatori | 63’ Milde |

| Arbitro: | Friedrichs |

|                                     |           |  |
| Wagenhaus 25’ Kirsten 43’ Zeyer 44’ | Marcatori |  |

| Arbitro: | Albrecht |

|                     |           |  |
| Aračić 82’ Renn 90’ | Marcatori |  |

| Arbitro: | Prengel |

|                       |           |                                 |
| Rische 31’ Kracht 79’ | Marcatori | 9’ Meißner 32’ Shala 71’ Gerber |

| Arbitro: | Schmidt |

|  |           |                 |
|  | Marcatori | 34’, 66’ Glavaš |

### Coppa di Germania
| Arbitro: | Kiefer |

|                                                         |                      |                                                 |
| Hecking 31’ Hajradinović 79’                            | Marcatori            | 16’ Shala 66’ Mehlhorn                          |
| Hecking Mrugalla Groeleken Schmidt Kischka Hajradinović | Tiri di rigore 4 – 5 | Panadić Renn Shala Mehlhorn Bittermann Wienhold |

| Arbitro: | Fandel |

|                                |                      |                           |
| Grill 12’ Hamann 60’           | Marcatori            | 11’ Veit 59’ Meißner      |
| Hager Zimmermann Kuffour Grill | Tiri di rigore 4 – 1 | Panadić Laudeley Wienhold |

## Statistiche

### Statistiche di squadra
| Competizione      | Punti | In casa | In casa | In casa | In casa | In casa | In casa | In trasferta | In trasferta | In trasferta | In trasferta | In trasferta | In trasferta | Totale | Totale | Totale | Totale | Totale | Totale | DR |
| Competizione      | Punti | G       | V       | N       | P       | Gf      | Gs      | G            | V            | N            | P            | Gf           | Gs           | G      | V      | N      | P      | Gf     | Gs     | DR |
| ----------------- | ----- | ------- | ------- | ------- | ------- | ------- | ------- | ------------ | ------------ | ------------ | ------------ | ------------ | ------------ | ------ | ------ | ------ | ------ | ------ | ------ | -- |
| 2. Bundesliga     | 45    | 17      | 7       | 7       | 3       | 26      | 15      | 17           | 4            | 5            | 8            | 21           | 35           | 34     | 11     | 12     | 11     | 47     | 50     | -3 |
| Coppa di Germania | -     | 0       | 0       | 0       | 0       | 0       | 0       | 2            | 0            | 2            | 0            | 4            | 4            | 2      | 0      | 2      | 0      | 4      | 4      | 0  |
| Totale            | 45    | 17      | 7       | 7       | 3       | 26      | 15      | 19           | 4            | 7            | 8            | 25           | 39           | 36     | 11     | 14     | 11     | 51     | 54     | -3 |

### Andamento in campionato
| Giornata  | 1  | 2  | 3  | 4  | 5  | 6  | 7  | 8  | 9  | 10 | 11 | 12 | 13 | 14 | 15 | 16 | 17 | 18 | 19 | 20 | 21 | 22 | 23 | 24 | 25 | 26 | 27 | 28 | 29 | 30 | 31 | 32 | 33 | 34 |
| --------- | -- | -- | -- | -- | -- | -- | -- | -- | -- | -- | -- | -- | -- | -- | -- | -- | -- | -- | -- | -- | -- | -- | -- | -- | -- | -- | -- | -- | -- | -- | -- | -- | -- | -- |
| Luogo     | T  | C  | T  | C  | T  | C  | T  | C  | T  | C  | T  | C  | T  | C  | T  | C  | T  | C  | T  | C  | T  | C  | T  | C  | T  | C  | T  | C  | T  | C  | T  | C  | T  | C  |
| Risultato | P  | N  | N  | N  | P  | V  | N  | N  | N  | V  | P  | N  | P  | N  | P  | V  | V  | P  | N  | V  | V  | P  | N  | V  | V  | N  | P  | V  | P  | N  | P  | V  | V  | P  |
| Posizione | 18 | 14 | 12 | 11 | 14 | 12 | 10 | 13 | 12 | 11 | 15 | 15 | 15 | 16 | 16 | 15 | 12 | 14 | 14 | 13 | 12 | 12 | 11 | 9  | 8  | 8  | 9  | 9  | 10 | 10 | 11 | 11 | 8  | 9  |

Legenda:

Luogo: C = Casa; T = Trasferta. Risultato: V = Vittoria; N = Pareggio; P = Sconfitta.

### Statistiche dei giocatori
| Giocatore      | 2. Bundesliga | 2. Bundesliga | 2. Bundesliga | 2. Bundesliga | Coppa di Germania | Coppa di Germania | Coppa di Germania | Coppa di Germania | Totale   | Totale | Totale      | Totale     |
| Giocatore      | Presenze      | Reti          | Ammonizioni   | Espulsioni    | Presenze          | Reti              | Ammonizioni       | Espulsioni        | Presenze | Reti   | Ammonizioni | Espulsioni |
| -------------- | ------------- | ------------- | ------------- | ------------- | ----------------- | ----------------- | ----------------- | ----------------- | -------- | ------ | ----------- | ---------- |
| I. Aračić      | 22            | 3             | 3             | 0             | 0                 | 0                 | 0                 | 0                 | 22       | 3      | 3           | 0          |
| G. Berger      | 0             | 0             | 0             | 0             | 0                 | 0                 | 0                 | 0                 | 0        | 0      | 0           | 0          |
| T. Bittermann  | 29            | 0             | 5             | 0             | 1                 | 0                 | 0                 | 0                 | 30       | 0      | 5           | 0          |
| S. Dünger      | 0             | 0             | 0             | 0             | 0                 | 0                 | 0                 | 0                 | 0        | 0      | 0           | 0          |
| H. Gerber      | 32            | 4             | 3             | 1             | 1                 | 0                 | 0                 | 0                 | 33       | 4      | 3           | 1          |
| J. Geyer       | 3             | 0             | 0             | 0             | 1                 | 0                 | 0                 | 0                 | 4        | 0      | 0           | 0          |
| H. Hiemann     | 14            | 0             | 1             | 1             | 0                 | 0                 | 0                 | 0                 | 14       | 0      | 1           | 1          |
| J. Illing      | 0             | 0             | 0             | 0             | 0                 | 0                 | 0                 | 0                 | 0        | 0      | 0           | 0          |
| A. Krasselt    | 0             | 0             | 0             | 0             | 0                 | 0                 | 0                 | 0                 | 0        | 0      | 0           | 0          |
| R. Krasselt    | 1             | 0             | 0             | 0             | 0                 | 0                 | 0                 | 0                 | 1        | 0      | 0           | 0          |
| A. Kunze       | 8             | 0             | 0             | 0             | 0                 | 0                 | 0                 | 0                 | 8        | 0      | 0           | 0          |
| S. Köhler      | 22            | 0             | 4             | 0             | 2                 | 0                 | 0                 | 0                 | 24       | 0      | 4           | 0          |
| T. Laudeley    | 32            | 1             | 6             | 0             | 2                 | 0                 | 0                 | 0                 | 34       | 1      | 6           | 0          |
| U. Mehlhorn    | 32            | 1             | 4             | 1             | 2                 | 1                 | 1                 | 0                 | 34       | 2      | 5           | 1          |
| S. Meißner     | 30            | 9             | 5             | 0             | 2                 | 1                 | 0                 | 0                 | 32       | 10     | 5           | 0          |
| M. Neuhäuser   | 0             | 0             | 0             | 0             | 0                 | 0                 | 0                 | 0                 | 0        | 0      | 0           | 0          |
| A. Panadić     | 32            | 3             | 6             | 0             | 2                 | 0                 | 0                 | 0                 | 34       | 3      | 6           | 0          |
| O. Renn        | 30            | 3             | 7             | 1             | 2                 | 0                 | 0                 | 0                 | 32       | 3      | 7           | 1          |
| J. Schmidt     | 13            | 0             | 0             | 0             | 2                 | 0                 | 0                 | 0                 | 15       | 0      | 0           | 0          |
| F. Seifert     | 10            | 1             | 0             | 0             | 0                 | 0                 | 0                 | 0                 | 10       | 1      | 0           | 0          |
| K. Shala       | 24            | 7             | 4             | 0             | 2                 | 1                 | 1                 | 1                 | 26       | 8      | 5           | 1          |
| O. Torunarigha | 4             | 0             | 0             | 1             | 1                 | 0                 | 0                 | 0                 | 5        | 0      | 0           | 1          |
| S. Veit        | 31            | 5             | 3             | 1             | 1                 | 1                 | 0                 | 0                 | 32       | 6      | 3           | 1          |
| D. Wagner      | 3             | 0             | 0             | 0             | 0                 | 0                 | 0                 | 0                 | 3        | 0      | 0           | 0          |
| J. Wahl        | 20            | 1             | 6             | 0             | 0                 | 0                 | 0                 | 0                 | 20       | 1      | 6           | 0          |
| L. Wienhold    | 24            | 4             | 6             | 0             | 2                 | 0                 | 0                 | 0                 | 26       | 4      | 6           | 0          |
| S. Zweigler    | 20            | 5             | 3             | 0             | 1                 | 0                 | 0                 | 0                 | 21       | 5      | 3           | 0          |